# Надгробный сундук

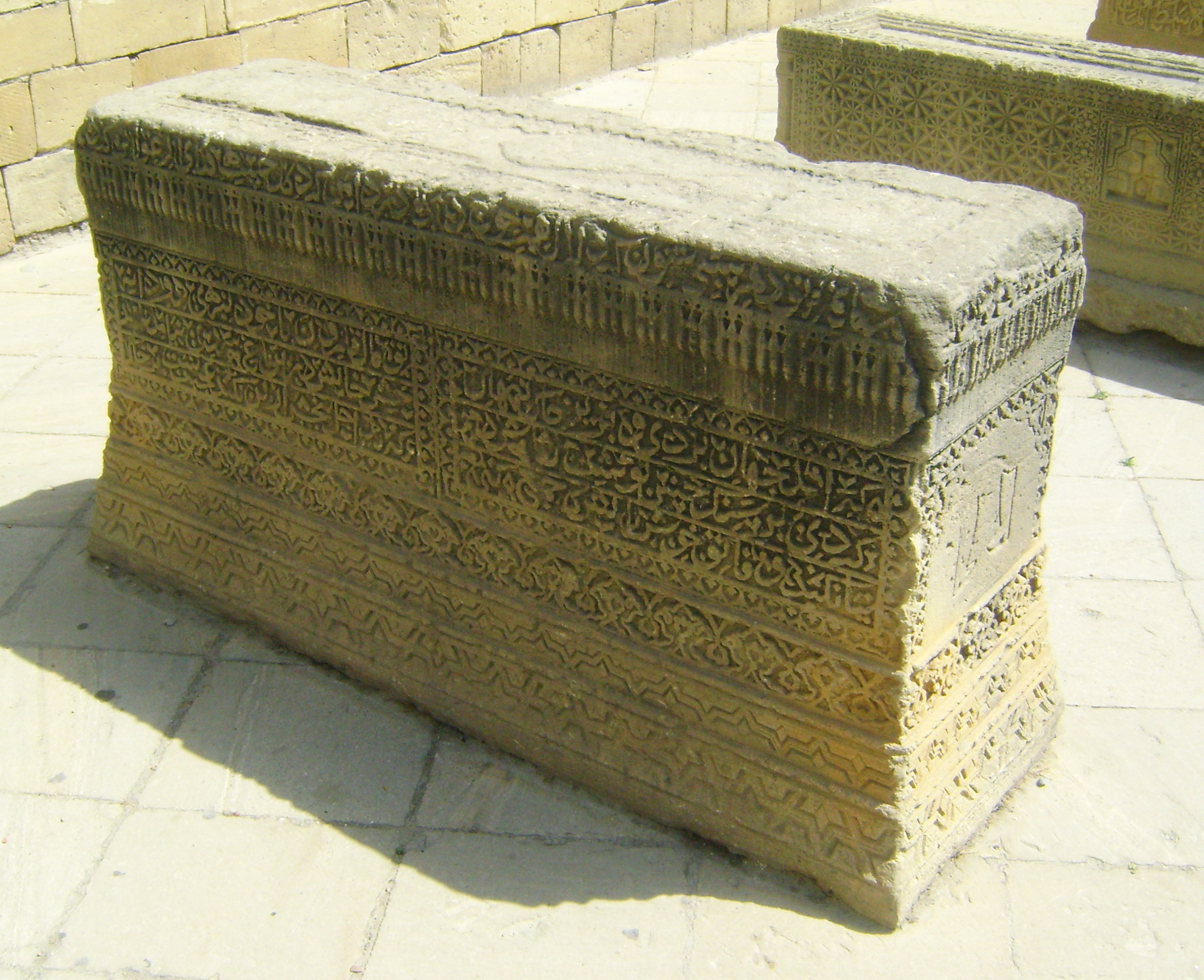
Надгробный сундук XII века в заповеднике Ичери-шехер в Баку (Азербайджан)

Надгробный сундук или сандуга (араб. صندوقة‎ — «небольшой сундук», «сундучок»; азерб. sənduqə), известный также, как нагрудный камень (азерб. sinə daşı) — произведение архитектуры небольшой формы, которое устанавливается над могилой. Надгробные сундуки изготавливаются из камня, мрамора и пр. материалов. Украшаются такие сундуки китабе, состоящими из резных орнаментов, аятов из Корана, отрывков стихотворений, текстов о жизни покойного. Надгробные сундуки были широко распространены на Востоке в Средние века.
Интересны надгробия обширных некрополей ряда древних селений Апшерона и других районов Азербайджана (Бузовна, Нардаран, Хазра и т. д.). Эти надгробия большей частью параллелепипеды, вытесанные из больших каменных глыб с несколько более поздним наименованием «сандуга». Поверхности таких надгробий открыты для обозрения и часто бывают украшены более или менее хорошо организованной и искусно выполненной декоративной резьбой. Центром композиции зачастую являются медальоны-филёнки различного абриса и с заорнаментированными внутренними плоскостями. Медальоны надгробий обрамлены чередующимися лентами орнамента. Эти орнаменты большей частью представляют собой растительные узоры и декоративные надписи, преимущественно коранические. В композиции убранства некоторых надгробных сундуков встречаются схематизированные барельефные изображения различных животных и даже незамысловатые сюжетные сцены, вплоть до иллюстрирующих эпизоды из поэмы Низами Гянджеви «Семь красавиц». По словам искусствоведов Леонида Бретаницкого и Бориса Веймарна, подобного рода изображения подтверждают, что, ислам, серьёзно ограничив развитие изобразительных искусств, в особенности статуарной скульптуры и монументальной живописи, не вытеснил их из повседневной жизни и сознания народа.
В Музее истории Азербайджана хранятся несколько надгробных сундуков. На одном из них, происходящим из Мингечевира, высечена дата 684 год хиджры (1285—1286) и аят из Корана, а на другой стороне — сцена охоты. На боках сундука изображены молящийся человек и орёл. Ряд средневековых надгробных сундуков выставлены во дворе музея Гобустанского заповедника и во дворе Базарной площади в Ичери-шехере в Баку.

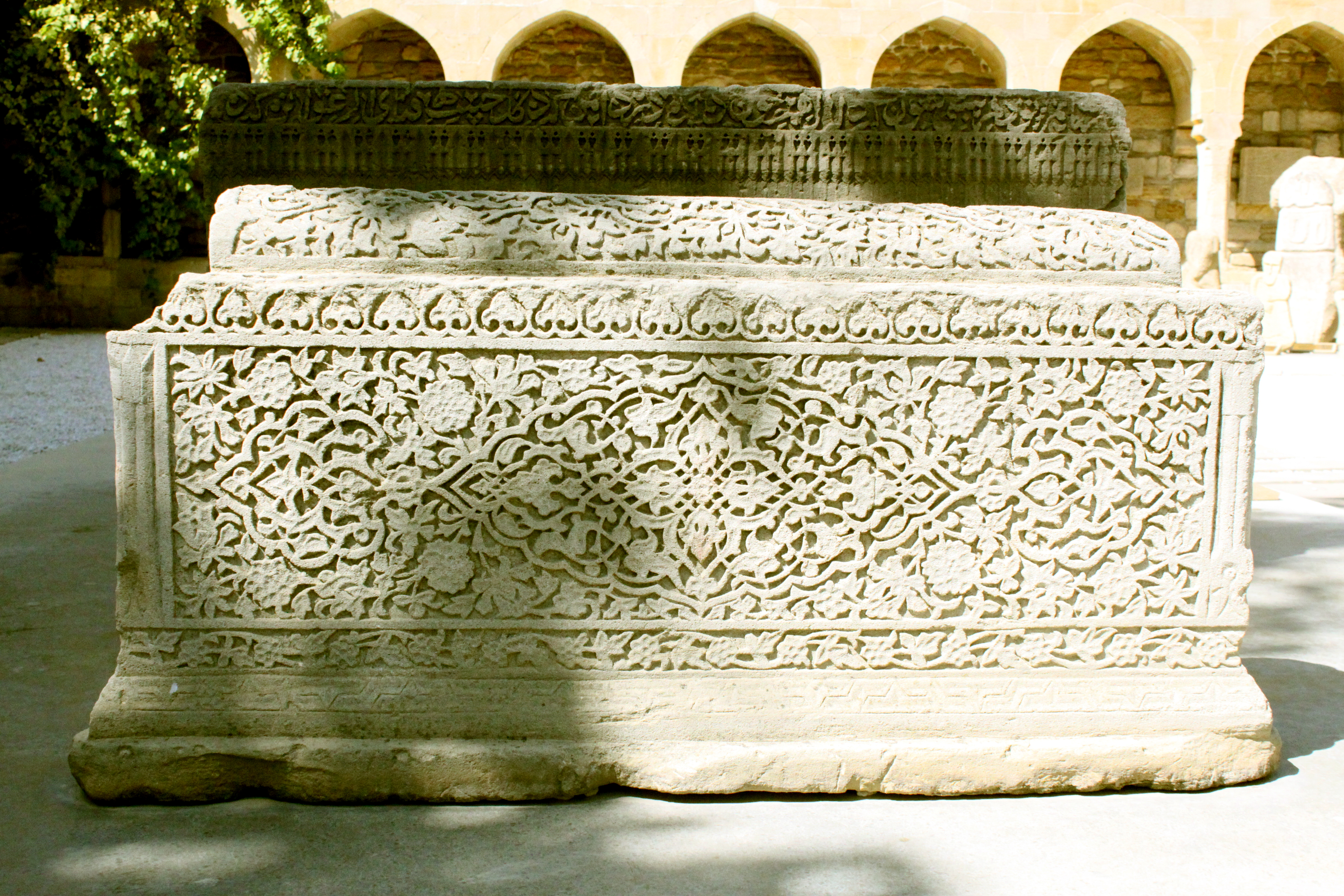
Надгробный сундук в заповеднике Ичери-шехер в Баку (Азербайджан)
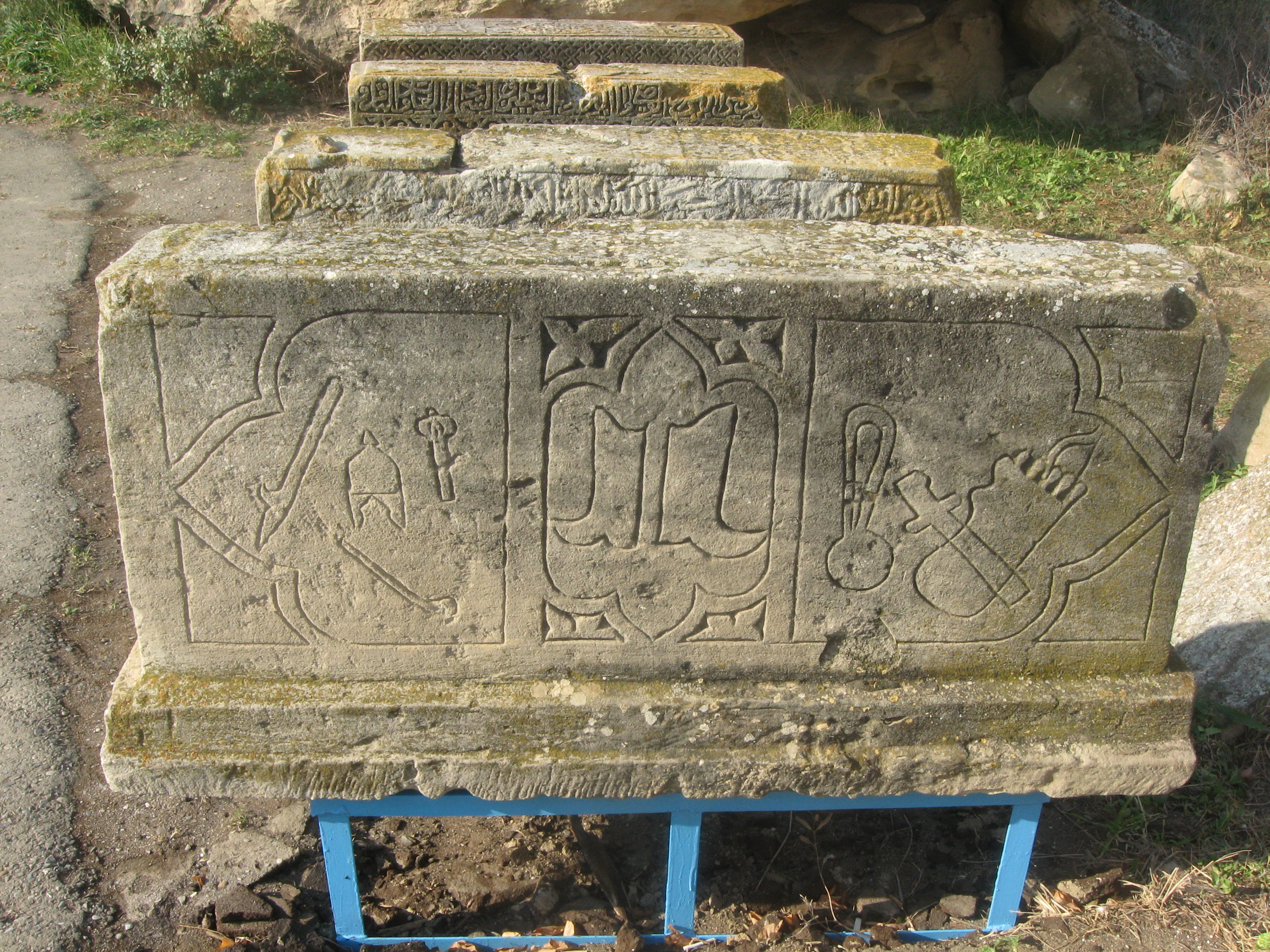
Сундук во дворе музея Гобустанского заповедника
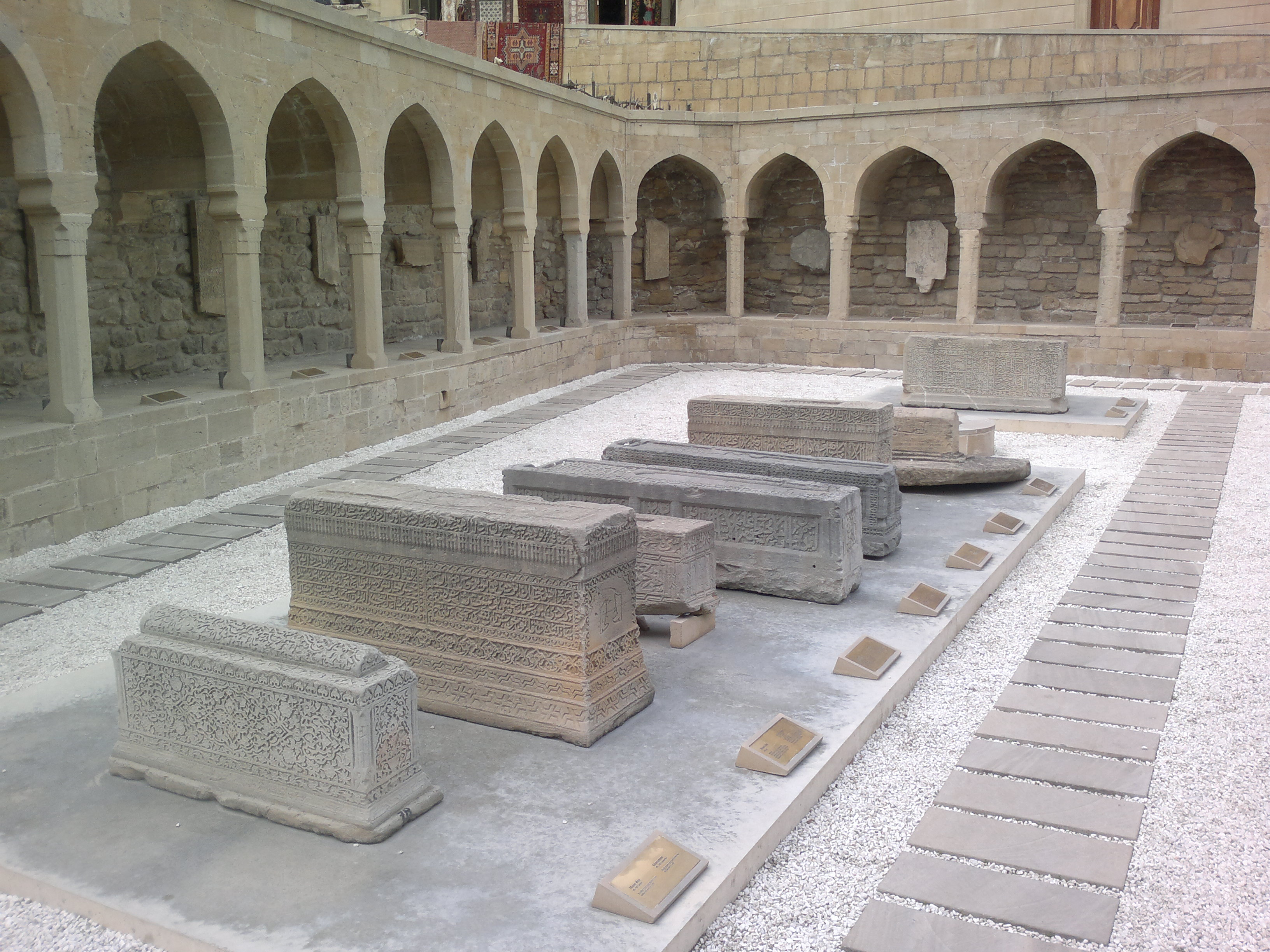
Сундуки во дворе Базарной площади в Ичери-шехере в Баку